# Cervo (Lugo)

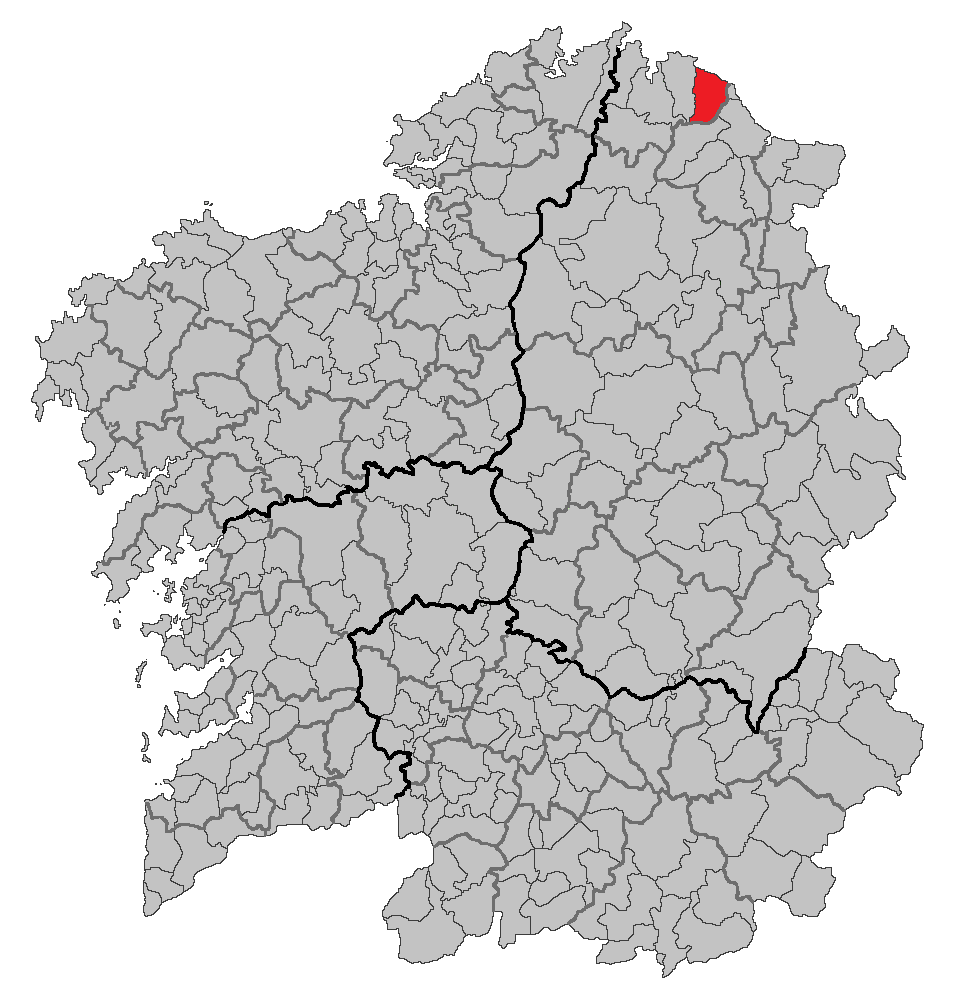
Localização de Cervo (Espanha)

Cervo é um município da Espanha na província de Lugo, comunidade autónoma da Galiza, de área  km² com população de 4776 habitantes (2007) e densidade populacional de 63,59 hab/km².

## Demografia
| Variação demográfica do município entre 1991 e 2004 | Variação demográfica do município entre 1991 e 2004 | Variação demográfica do município entre 1991 e 2004 | Variação demográfica do município entre 1991 e 2004 |
| --------------------------------------------------- | --------------------------------------------------- | --------------------------------------------------- | --------------------------------------------------- |
| 1991                                                | 1996                                                | 2001                                                | 2004                                                |
| 12750                                               | 5143                                                | 4936                                                | 4978                                                |